# A labdarúgó-világbajnokságok rendezői

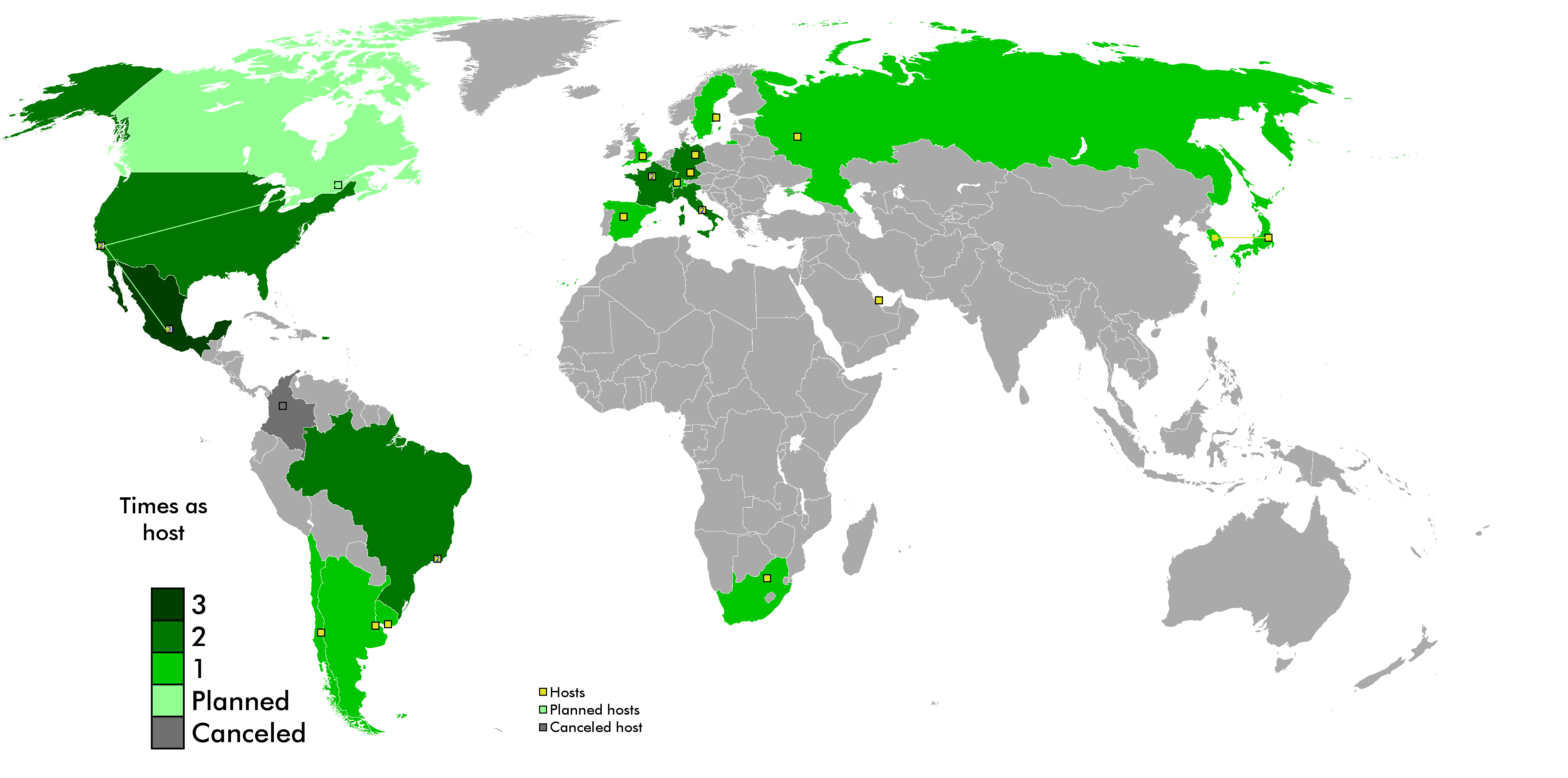
A világbajnokságok rendezői

Ez a szócikk a labdarúgó-világbajnokságok rendezőit, és azok kiválasztását sorolja fel.
A kezdetekkor a világbajnokságok helyszínének kiválasztása rendkívül vitatott volt, mert a hajóút Európa és Dél-Amerika (akkoriban, és máig is a két legerősebb kontinens) között három hétig is eltarthatott. Amiatt, hogy az első labdarúgó-világbajnokságot 1930-ban Uruguayban rendezték, a viadalra csak négy európai ország kerete utazott el. A következő két tornát Európában rendezték. Ezért 1938-ban Argentína és Uruguay is bojkottálta a részvételt. A II. világháború után, a további bojkottok elkerülése érdekében a FIFA elhatározta, hogy a tornát felváltva rendezheti európai és amerikai ország. Ez a rendszer egészen 2002-ig kitartott. Napjainkban az esetek túlnyomó többségében már a FIFA Végrehajtó Bizottsága szavaz a helyszín kiválasztásáról. A rendezőkről általában hét évvel a torna előtt döntenek, bár megesik, hogy egyszerre kettőt jelentenek be (például a 2018-as és a 2022-es világbajnokságot 2010-ben).
Csak Mexikó, Olaszország, Németország (vagy Nyugat-Németország) és Brazília rendezte legalább kétszer a tornát. A mexikóvárosi Estadio Azteca és a Rio de Janeiro-i Maracanã a két stadion, ahol két döntőt is tartottak. A 2002-es volt az első és 2023-ig az egyetlen torna, amit több, mint egy ország rendezett, Japán és Dél-Korea, bár a 2026-os (Egyesült Államok, Kanada, Mexikó) és a 2030-as világbajnokságot (Spanyolország, Portugália, Marokkó, Argentína, Uruguay és Paraguay) is legalább három ország fogja tartani. 2026-ban Mexikó lesz az első ország, ami háromszor rendezte meg a tornát, míg az Estadio Azteca lehetne az első stadion, ahol három döntőt rendeztek meg.
Az országok, amik világbajnokságot rendeztek és abban az évben meg is nyerték: Uruguay (1930), Olaszország (1934), Anglia (1966), Nyugat-Németország (1974), Argentína (1978) és Franciaország (1998).

## A szavazások eredményei

### 1930-as labdarúgó-világbajnokság
Pályázók:
- Magyarország
- Olaszország
- Hollandia
- Spanyolország
- Svédország
- Uruguay

Mielőtt a FIFA Kongresszusa szavazhatott volna a legelső világbajnokság helyszínéről, visszalépések sorozata vezetett Uruguay kiválasztásához. Hollandia és Magyarország visszalépett, ezt követte Svédország visszalépése Olaszország javára, végül ők is és a spanyolok is visszaléptek Uruguay javára. A kongresszus 1929. május 18-án ült össze Barcelonában, és szavazás nélkül elfogadták Uruguay pályázatát.
Végeredmény:
1. Uruguay
2. Olaszország visszalépett Uruguay javára
3. Spanyolország visszalépett Uruguay javára
4. Svédország visszalépett Olaszország javára
5. Hollandia visszalépett
6. Magyarország visszalépett

### 1934-es labdarúgó-világbajnokság
Pályázók:
- Olaszország
- Svédország

Svédország visszalépett a szavazás előtt, ezért a rendezési jogot Olaszország kapta meg. A döntést 1932. május 14-én ratifikálták a zürichi kongresszuson.
Végeredmény:
1. Olaszország
2. Svédország visszalépettt

### 1938-as labdarúgó-világbajnokság
Pályázók:
- Argentína
- Franciaország
- Németország

Mivel egy nemzet sem lépett vissza, a FIFA Kongresszusa 1936. augusztus 13-án Berlinben szavazást tartott. Franciaország megválasztása csak egy fordulót igényelt, mert a szavazatok több, mint a felét megkapta.
Végeredmény:
1. Franciaország, 19 szavazat
2. Argentína, 4 szavazat
3. Németország, 0 szavazat

### 1942-es és 1946-os labdarúgó-világbajnokság
Pályázók:
- Argentína
- Brazília
- Németország

A második világháború kitörése miatt, az 1942-es és az 1946-os labdarúgó-világbajnokság elmaradt, az utóbbira pályázatot se írtak ki.

### 1950-es labdarúgó-világbajnokság
Pályázó:
- Brazília

Brazília hivatalosan pályázott az 1942-es labdarúgó-világbajnokság rendező szerepére, de a második világháború kitörése miatt elmaradt a torna. Az 1950-es megmérettetés eredetileg 1949-re volt ütemezve, de miután Brazíliát 1946. július 26-án a FIFA Luxembourgban tartott kongresszusán megválasztották rendezőnek, a világbajnokság is új időpontot kapott.
Végeredmény:
1. Brazília

### 1954-es labdarúgó-világbajnokság
Pályázó:
- Svájc

Az 1954-es labdarúgó-világbajnokság rendező szerepéről 1946. július 26-án döntöttek, ugyanazon a napon, amikor Brazíliát jelölték ki az 1950-es házigazdának. Ez a világbajnokság is tolódott egy évvel, mivel az eredeti időpontot 1953-at 1954-re módosították.
Végeredmény:
1. Svájc

### 1958-as labdarúgó-világbajnokság
Pályázó:
- Svédország

Bár Argentína, Chile és Mexikó is mutatott érdeklődést a torna megrendezésére, végül ismét komolyabb érdeklődés nélkül zajlott a rendező kiválasztása, így a FIFA 1950. június 23-án Rio de Janeiróban tartott kongresszusa az egyetlen hivatalos pályázó Svédország nevezését hagyta jóvá.
Végeredmény:
1. Svédország

### 1962-es labdarúgó-világbajnokság
Pályázók:
- Chile
- Argentína
- Nyugat-Németország

Nyugat-Németország visszalépett a szavazás előtt, Chile egy forduló alatt legyőzte Argentínát.
Végeredmény:
1. Chile, 31 szavazat
2. Argentína, 12 szavazat
3. Nyugat-Németország visszalépett

### 1966-os labdarúgó-világbajnokság
Pályázók:
- Anglia
- Nyugat-Németország
- Spanyolország

Spanyolország visszalépett a római kongresszus előtt, Angliát egy forduló után kiválasztották.
Végeredmény:
1. Anglia, 34 szavazat
2. Nyugat-Németország, 27 szavazat
3. Spanyolország visszalépett

### 1970-es labdarúgó-világbajnokság
Pályázók:
- Argentína
- Kolumbia
- Japán
- Mexikó
- Peru

A FIFA kongresszust Tokióban rendezték, ahol Mexikó lett a győztes, egy forduló után.
Végeredmény:
1. Mexikó, 56 szavazat
2. Argentína, 32 szavazat
3. Kolumbia visszalépett
4. Japán visszalépett
5. Peru visszalépett

### 1974-es labdarúgó-világbajnokság
Az 1974-es, 1978-as és 1982-es világbajnokság rendezőit mind Londonban nevezték meg, 1966. július 6-án. Spanyolország és Nyugat-Németország, tekintve, hogy 1974-ben és 1982-ben is pályáztak mind a ketten, egymásnak adtak egy-egy rendezési jogot, visszalépve a másik javára. Tekintve, hogy Mexikó megelőzte Argentínát az 1970-es pályázaton, 1978-ban visszaléptek a dél-amerikai ország javára.
Végeredmény:
1. Nyugat-Németország
2. Spanyolország visszalépett, hogy 1982-ben rendezzen tornát
3. Olaszország visszalépett
4. Hollandia visszalépett

### 1978-as labdarúgó-világbajnokság
Az 1974-es, 1978-as és 1982-es világbajnokság rendezőit mind Londonban nevezték meg, 1966. július 6-án. Spanyolország és Nyugat-Németország, tekintve, hogy 1974-ben és 1982-ben is pályáztak mind a ketten, egymásnak adtak egy-egy rendezési jogot, visszalépve a másik javára. Tekintve, hogy Mexikó megelőzte Argentínát az 1970-es pályázaton, 1978-ban visszaléptek a dél-amerikai ország javára.
Végeredmény:
1. Argentína
2. Kolumbia visszalépett
3. Irán visszalépett
4. Mexikó visszalépett, mivel 1970-ben rendezett világbajnokságot

### 1982-es labdarúgó-világbajnokság
Az 1974-es, 1978-as és 1982-es világbajnokság rendezőit mind Londonban nevezték meg, 1966. július 6-án. Spanyolország és Nyugat-Németország, tekintve, hogy 1974-ben és 1982-ben is pályáztak mind a ketten, egymásnak adtak egy-egy rendezési jogot, visszalépve a másik javára. Tekintve, hogy Mexikó megelőzte Argentínát az 1970-es pályázaton, 1978-ban visszaléptek a dél-amerikai ország javára.
1. Spanyolország
2. Nyugat-Németország visszalépett, mivel 1974-ben Spanyolország visszalépett az ország javára
3. Olaszország visszalépett

### 1986-os labdarúgó-világbajnokság
Az 1986-os világbajnokság rendezési jogát Kolumbia nyerte el, de később pénzügyi problémák miatt visszaléptek, így a FIFA 1982-ben újabb pályázatot írt ki. Mexikó, először a pályázatok történetében, megkapta a FIFA Tanács egyöntetű támogatását.
Első szavazás:
1. Kolumbia

Második szavazás:
1. Mexikó, egyöntetű támogatás
2. Kanada, 0 szavazat
3. Egyesült Államok, 0 szavazat

### 1990-es labdarúgó-világbajnokság
Pályázók:
- Ausztria
- Anglia
- Franciaország
- Görögország
- Irán
- Olaszország
- Szovjetunió
- Nyugat-Németország
- Jugoszlávia

Olaszország és a Szovjetunió kivételével minden pályázó visszalépett a szavazás előtt, mikor pedig Olaszország nyert, 11 szavazatot kapva.
Végeredmény:
1. Olaszország, 11 szavazat
2. Szovjetunió, 5 szavazat
3. Ausztria visszalépett
4. Anglia visszalépett
5. Franciaország visszalépett
6. Görögország visszalépett
7. Irán visszalépett
8. Nyugat-Németország visszalépett
9. Jugoszlávia visszalépett

### 1994-es labdarúgó-világbajnokság
Pályázók:
- Brazília
- Marokkó
- Egyesült Államok
- Chile

Annak ellenére, hogy három pályázat közül kellett választaniuk, csak egy körre volt szüksége a FIFA Tanácsnak.
Végeredmény:
- Egyesült Államok, 10 szavazat
- Marokkó, 7 szavazat
- Brazília, 2 szavazat
- Chile visszalépett

### 1998-as labdarúgó-világbajnokság
Pályázók:
- Anglia
- Franciaország
- Németország
- Marokkó
- Svájc

Sorozatban negyedjére is  Zürichben hirdették ki a győztest, ezúttal Franciaország előzte meg Marokkót.
Végeredmény:
1. Franciaország, 12 szavazat
2. Marokkó, 7 szavazat
3. Anglia visszalépett
4. Németország visszalépett
5. Svájc visszalépett

### 2002-es labdarúgó-világbajnokság
Pályázók:
- Dél-Korea/ Japán
- Mexikó

A zürichi konferencián Japán és Dél-Korea közös pályázata diadalmaskodott, Mexikó felett. A két győztes ország nem sokkal a szavazás előtt döntött úgy, hogy egyesítik pályázataikat. A két ország közötti távolság és egyéb rendezési problémák miatt a FIFA úgy döntött, soha többet nem fogja megengedni, hogy több, mint egy ország rendezze a tornát. Ezt a szabály a 2026-os tornáig volt életben.
Végeredmény:
1. Dél-Korea/ Japán, győztes
2. Mexikó

### 2006-os labdarúgó-világbajnokság
A házigazda kiválasztására a Zürichben, 2000. július 7-én megtartott szavazáson került sor. A szavazáson négy pályázó közül lehetett választani, miután Brazília három nappal korábban visszavonta jelentkezését. A négy megmaradt nemzet Németország, Dél-Afrika, Anglia és Marokkó volt.
A szavazás eredménye
| Pályázat                | Forduló      | Forduló      | Forduló      | Forduló |
| Pályázat                | 1            | 2            | 3            |         |
| ----------------------- | ------------ | ------------ | ------------ | ------- |
| Németország             | 10           | 11           | 12           |         |
| Dél-afrikai Köztársaság | 6            | 11           | 11           |         |
| Anglia                  | 5            | 2            | –            |         |
| Marokkó                 | 2            | –            | –            |         |
| Brazília                | visszalépett | visszalépett | visszalépett |         |
| Összes                  | 23           | 24           | 23           |         |

### 2010-es labdarúgó-világbajnokság
Afrika a FIFA rotációs rendszerének köszönhetően kapta meg a torna rendezésének jogát, melynek értelmében a FIFA kijelölt egy kontinenst, mely megrendezheti a viadalt. Öt afrikai ország jelezte, hogy megrendezné a világbajnokságot:
- Egyiptom,
- Marokkó,
- Dél-afrikai Köztársaság,
- Tunézia és  Líbia (közös pályázat)

Miután a FIFA végrehajtó bizottsága úgy döntött, hogy ebben az esetben nem járul hozzá, hogy két ország rendezze a tornát, Tunézia visszalépett. Ezután a bizottság Líbia egyedül beadott pályázatát nem fogadta el.
A szavazás után a végeredményt Joseph Blatter, a FIFA elnöke jelentette be, 2004. május 15-én, Zürich-ben. A Dél-afrikai Köztársaság pályázata már az első fordulóban megkapta a szavazatok több mint 50%-át, és ezzel elnyerte a 2010-es labdarúgó-világbajnokság rendezési jogát.

### 2014-es labdarúgó-világbajnokság
A rendezésre a FIFA rotációs elve szerint csak dél-amerikai ország pályázhatott. A rendezés jogát az egyedül pályázó Brazília nyerte el.

### 2018-as labdarúgó-világbajnokság
A 2018-as vb-re Anglia, Oroszország, valamint közösen Belgium és Hollandia, illetve Spanyolország Portugáliával kandidált.
A rendezőről 2010. december 2-án döntött a Nemzetközi Labdarúgó-szövetség. A négy pályázóról a végrehajtó bizottság 22 tagjának szavazatai döntöttek. A rendezés elnyeréséhez egy fordulóban meg kellett szerezni a szavazatok több mint 50%-át. Ha az adott fordulóban nem volt ilyen, akkor a legkevesebb szavazatot kapott pályázat kiesett, és új forduló következett. A szavazás után a végeredményt Joseph Blatter, a FIFA elnöke jelentette be Zürich-ben. Oroszország pályázata a második fordulóban szerezte meg a szavazatok több mint 50%-át, és ezzel elnyerte a 2018-as labdarúgó-világbajnokság rendezési jogát.

### 2022-es labdarúgó-világbajnokság
A 2022-es vb-re öten, az Egyesült Államok, Ausztrália, Japán, a Koreai Köztársaság és Katar adta be pályázatát.
A rendezőről 2010. december 2-án döntött a Nemzetközi Labdarúgó-szövetség. Az öt pályázóról a végrehajtó bizottság 22 tagjának szavazatai döntöttek. A rendezés elnyeréséhez egy fordulóban meg kellett szerezni a szavazatok több mint 50%-át. Ha az adott fordulóban nem volt ilyen, akkor a legkevesebb szavazatot kapott pályázat kiesett, és új forduló következett. A szavazás után a végeredményt Joseph Blatter, a FIFA elnöke jelentette be Zürich-ben. Katar pályázata a legutolsó, negyedik fordulóban nyert az amerikai pályázattal szemben, ezzel elnyerte a 2022-es labdarúgó-világbajnokság rendezési jogát.

### 2026-os labdarúgó-világbajnokság
| Pályázat                              | Forduló |
| Pályázat                              | 1.      |
| ------------------------------------- | ------- |
| Kanada, Mexikó és az Egyesült Államok | 134     |
| Marokkó                               | 70      |
| Összesen                              | 210     |

A FIFA szabályai alapján európai vagy ázsiai ország nem rendezhette ezt a világbajnokságot. A pályázási procedúra 2015-ben kezdődött volna meg, a győztest pedig a 2017. májusi, Kuala Lumpur városában rendezett kongresszuson hirdették volna ki. A FIFA ezt követően bejelentette, hogy elhalasztják a pályázatok begyűjtését, csak 2020-ban fogják kiválasztani a házigazdát.
2017 áprilisában jelentette be Mexikó, Kanada és az Egyesült Államok pályázatát, amit augusztusban Marokkó követett.
A házigazda kilétét 2018. június 13-án jelentették be, Moszkvában. A Kanada–Mexikó–Egyesült Államok pályázat diadalmaskodott, 134 szavazatot kapva, Marokkó 70-jéhez képest. Ez az első világbajnokság, amit három ország rendez, míg Mexikó az első, ami három különböző tornán is betöltötte a szerepet. Kanada lett az ötödik ország, ami a férfi és női világbajnokságot is megrendezte. Az Egyesült Államok pedig az első, ami a női és férfi tornának is kétszer adott otthont.

### 2030-as labdarúgó-világbajnokság
A világbajnokság házigazdájáról a FIFA Tanács döntött és egyöntetűen a Spanyolország–Portugália–Marokkó pályázat mellett voksoltak, míg az Argentína–Uruguay–Paraguay pályázatnak egy-egy centenáriumi mérkőzés megrendezési jogát ítélték oda. Ez a hat országos pályázat volt az egyetlen, ami eljutott a végső szakaszba.
Marokkó eredetileg egyedül pályázott, míg Spanyolország és Portugália Ukrajnával együtt indult, de a Kelet-Európai ország végül nem kapott helyet a végső tervezetben. Indult még ezek mellett az Egyesült Királyság, eleinte egyedül, majd Írországgal, de visszaléptek a 2028-as Európa-bajnokság érdekében. Ehhez hasonlóan közösen indult Románia, Görögország, Bulgária és Szerbia, illetve Egyiptom, Görögország és Szaúd-Arábia is, de egyik pályázat se jutott el a szavazásig.
Pályázók:
- Uruguay,  Argentína és  Paraguay[24]
- Spanyolország,  Portugália és  Marokkó[25]
- Egyesült Királyság és  Írország[21] visszalépett
- Románia,  Görögország,  Bulgária és  Szerbia[22] visszalépett
- Egyiptom,  Görögország és  Szaúd-Arábia[23] visszalépett

Végeredmény:
| Pályázat                                                           | Forduló |
| Pályázat                                                           | 1.      |
| ------------------------------------------------------------------ | ------- |
| Spanyolország, Portugália, Marokkó, Uruguay, Argentína és Paraguay | 37      |
| Nem szavazott                                                      | 0       |
| Összesen                                                           | 37      |

### 2034-es labdarúgó-világbajnokság
A 2034-es világbajnokságra 2023 októberében kezdett el pályázatokat fogadni a FIFA. Csak Szaúd-Arábia jelezte indulási szándékát és bejelentése után pár nappal több, mint száz FIFA-tag fejezte ki támogatását a szaúdi pályázat mellett, így könnyen megnyerte a rendezési jogot. Bár Ausztrália is szóba esett, mint házigazda, 25 napot kaptak a FIFA-tól októberben, érdekeltségük bejelentésére és egyik valószínű házigazda partnerük, Indonézia is kifejezte, hogy Szaúd-Arábiát támogatja.
Végeredmény:
1. Szaúd-Arábia[32]

### 2038-as labdarúgó-világbajnokság
A pályázatok befogadása még nem kezdődött meg, és a FIFA nem osztott meg információt róla. Viszont, ha figyelembe vesszük eddigi rendszerüket, akkor valószínűleg csak Óceánia vagy Észak-Amerika rendezheti a tornát: Dél-Amerika, Afrika és Európa a 2030-as torna miatt esne ki a folyamatból, míg Ázsia 2034 miatt.
Egy lehetőség az lenne, ha Ausztrália és Új-Zéland együtt rendezné a tornát a 2023-as női világbajnoksághoz hasonlóan, de ezt a FIFA valószínűleg nem engedélyezné, ha Ausztrália nem tér vissza au óceániai szövetségbe az ázsiaiból pályázatuk leadása előtt. Ami szintén problémát jelenthet, hogy ezen két országon kívül Óceániában nem igazán van ország, amelynek lenne pénzügyi kapacitása a torna megrendezésére, vagy rendelkezne a szükséges infrastruktúrával.
Hasonló probléma lehetne a CONCACAF-ban, hiszen a szövetség nagy része (a 2026-os világbajnokság rendezőin kívül) szintén nem rendelkezik a szükséges infrastruktúrával. Erre egy megoldás lehetne, hogy Mexikónak első országként negyedjére is odaítélik a tornát, vagy az Egyesült Államoknak harmadjára.
A FIFA a 2020-as években nagyon sok forrást költött arra, hogy Indonéziában népszerűsítse a sportot. Ez lehetséges utat adna annak az opciónak, hogy Indonézia Ausztrália és Új-Zéland mellett rendezője legyen az első óceániai tornának. Ez lehetőség volt 2034-re is, de Ausztrália végül visszalépett, nem adott le pályázatot.